# Walter Bushuk
Walter Bushuk (ur. 2 stycznia 1929, zm. 14 października 2017 w Winnipeg) – profesor agronomii, inżynierii rolniczej oraz technologii żywności i żywienia. Specjalizował się w zagadnieniach z zakresu technologii i genetyki zbóż. Wykładowca i profesor emerytowany Wydziału Nauk o Żywności Uniwersytetu Manitoba w Kanadzie. Członek Royal Society of Canada oraz Wydziału Nauk Biologicznych i Rolniczych Polskiej Akademii Nauk (od 1991). Kawaler Orderu Kanady.